# Костёл Святого Антония Падуанского (Пакутувенай)
Костёл Святого Антония Падуанского (лит. Pakutuvėnų Šv. Antano Paduviečio bažnyčia) — храм римско-католической церкви в деревне Пакутувенай Плунгеского района, в 10 км к западу от Плунге, на левом берегу реки Миния. Построен в 1941—1943 годах по инициативе местных жителей — сестры и брата Юстины и Юозапаса Стропасов, а также настоятеля Плунгеского прихода прелата Повиласа Пукиса. В настоящее время находится в ведении братьев францисканцев.

## История
В 1941 году кретингский инженер Йонас Зубкус подготовил план костёла. Плунгеская комендатура выделила 600 мешков цемента для заливки пола. По просьбе настоятеля бургомистр Плунге Эдвардас Мисявичюс передал для строительства 1200 мешков цемента, оставленного после ухода Красной армии, и 27 железных балок.
26 сентября 1943 года епископ Тельшяйской епархии Винцентас Борисявичюс торжественно освятил новый храм. Сначала в нём установили три алтаря, но остался только один.
Инициатива образования в деревне Пакутувенай франицсканского новициата появилась в 1991 году. В 1995 году с благословения тельшяйского епископа настоятелем прихода стал брат Гедиминас Нумгаудис.

## Архитектура
Здание храма классицистского стиля, в плане прямоугольное, длиной 24 м и шириной 12 м.

## Галерея

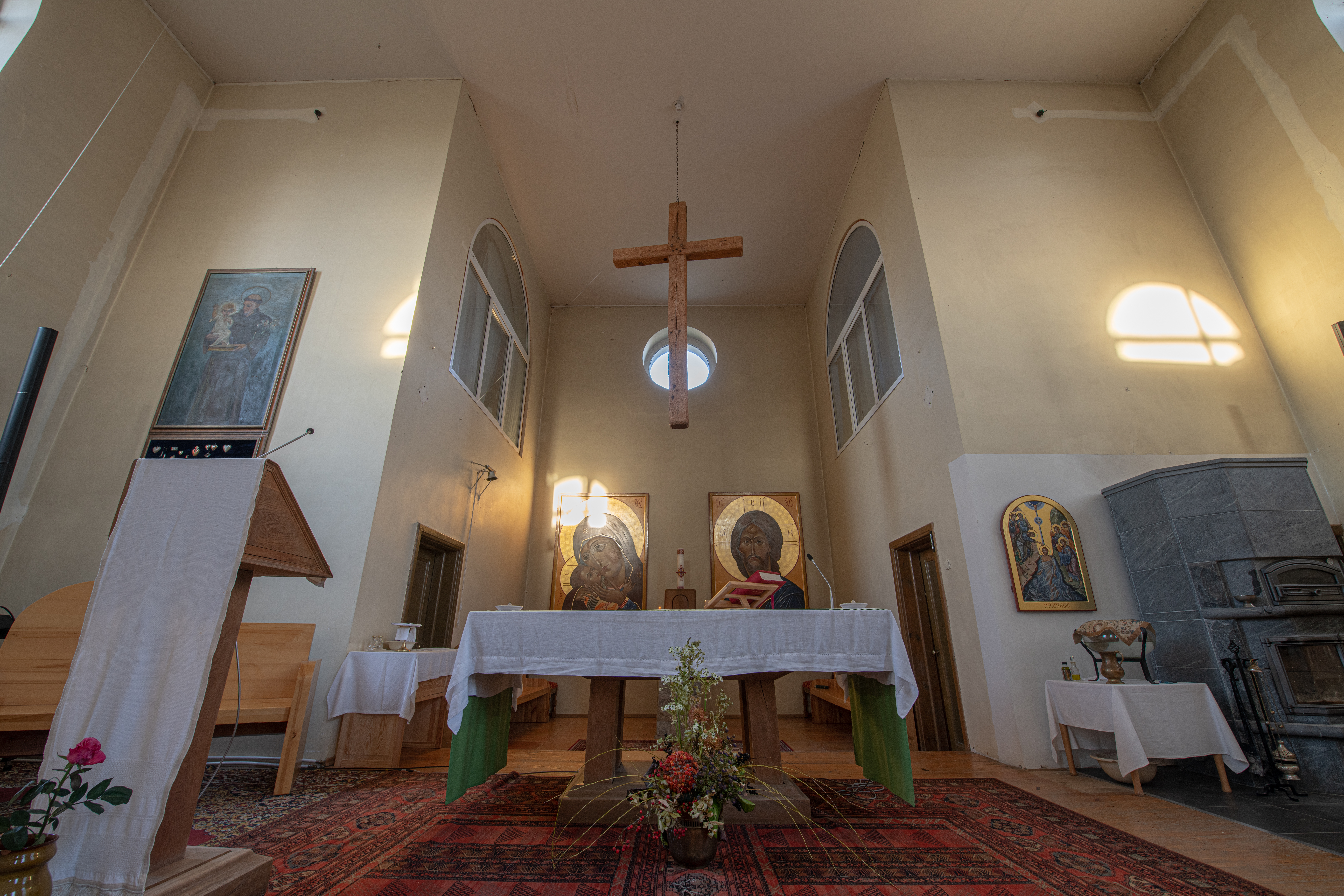
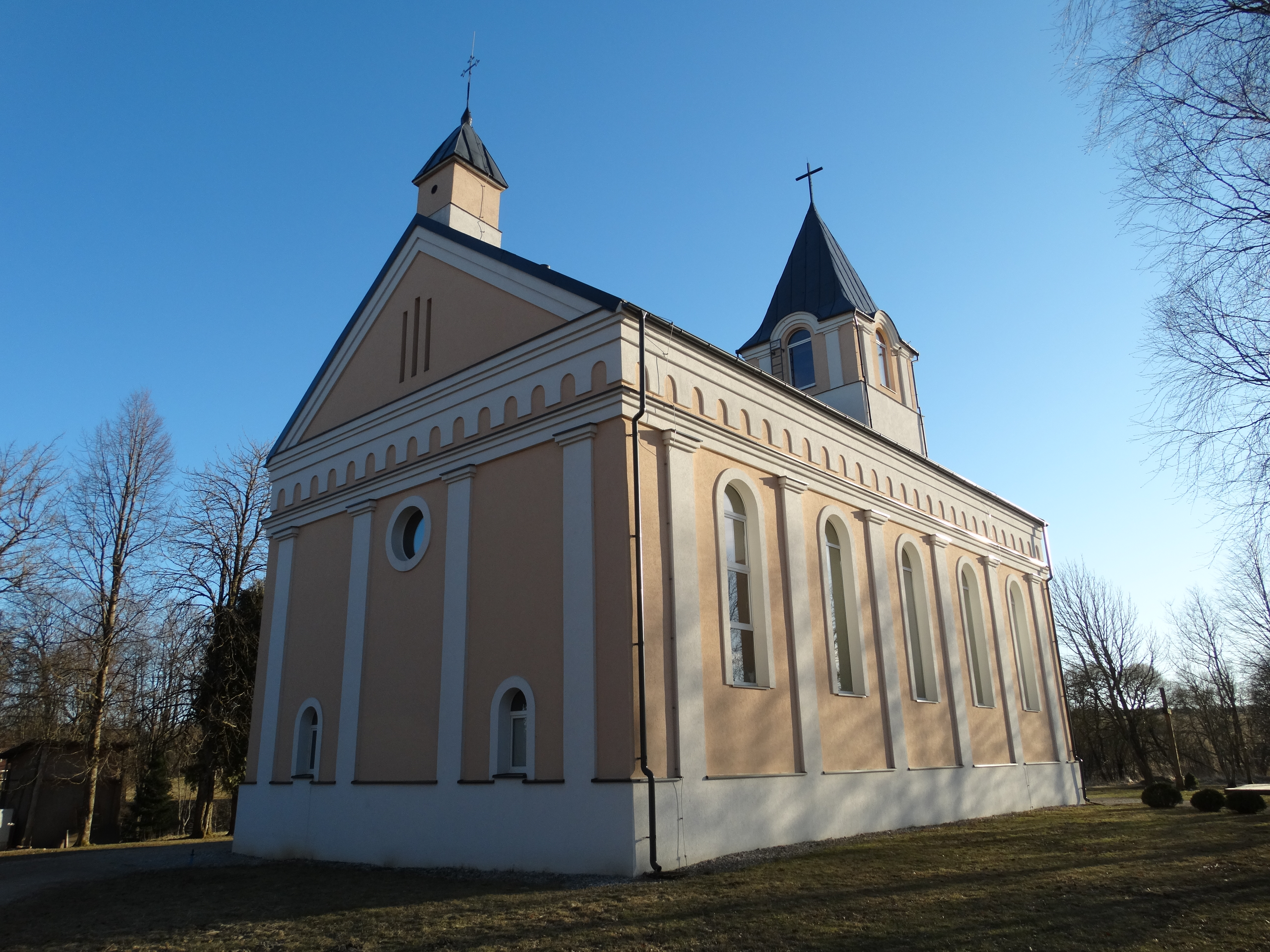
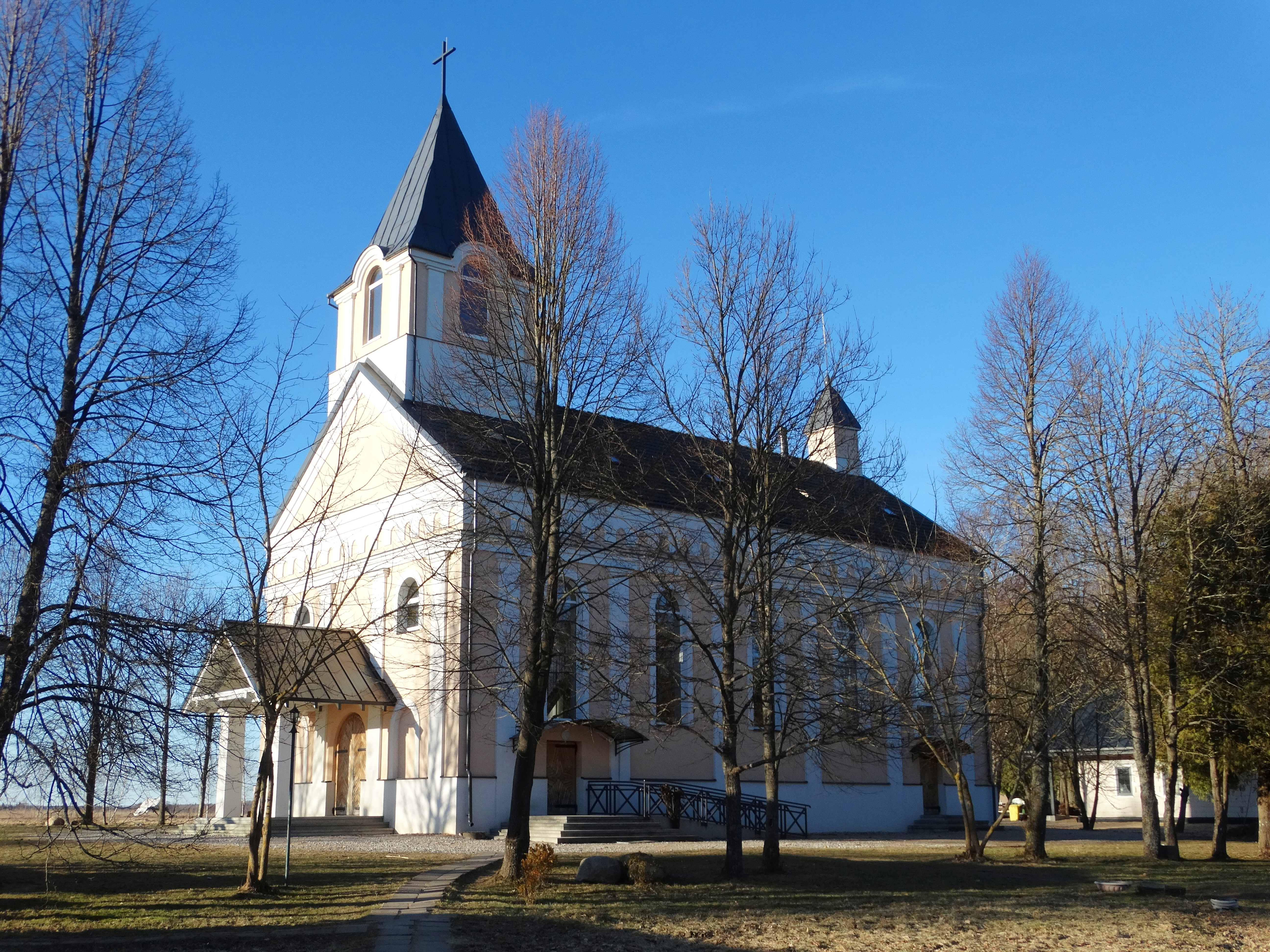
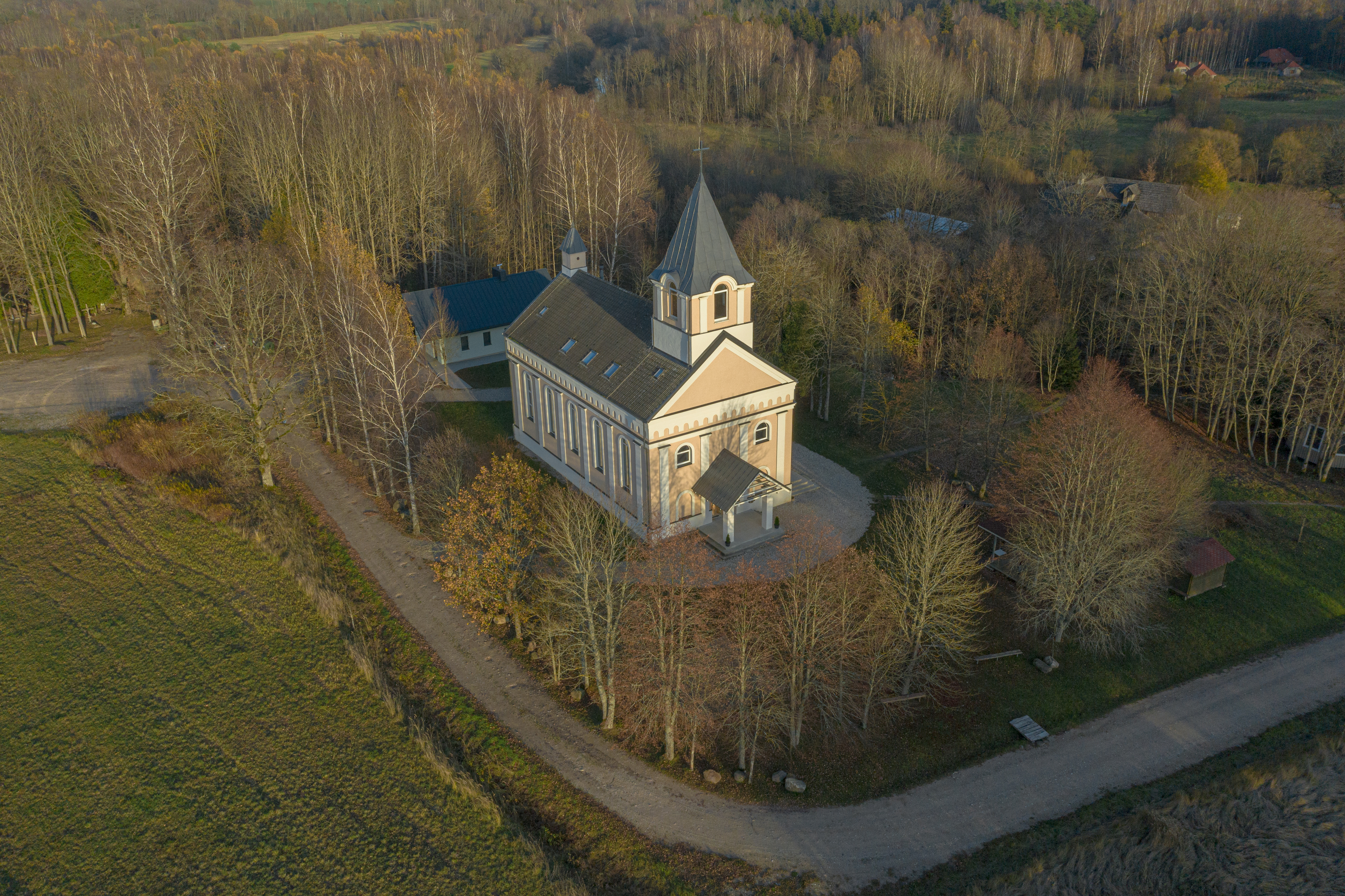
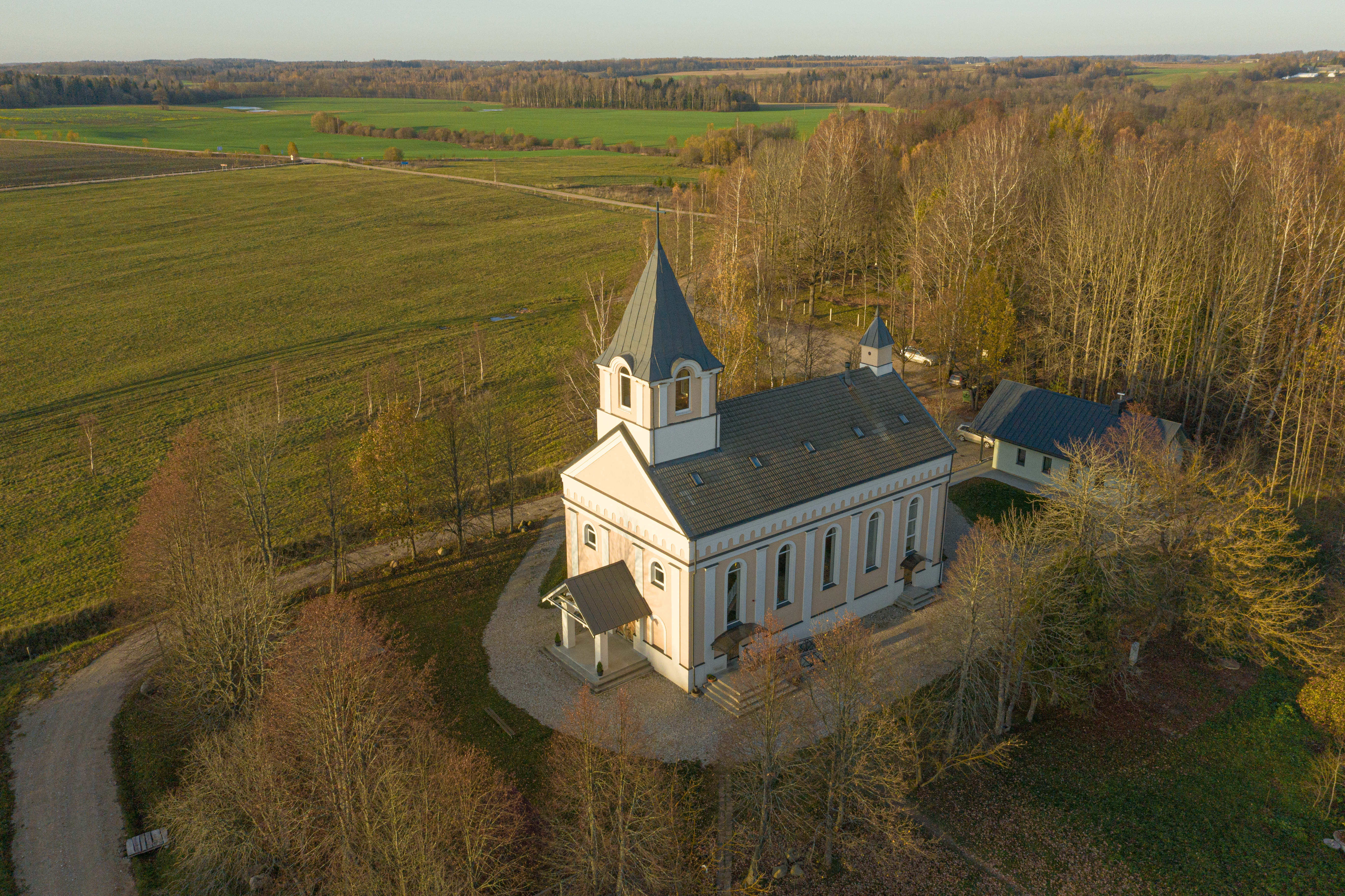
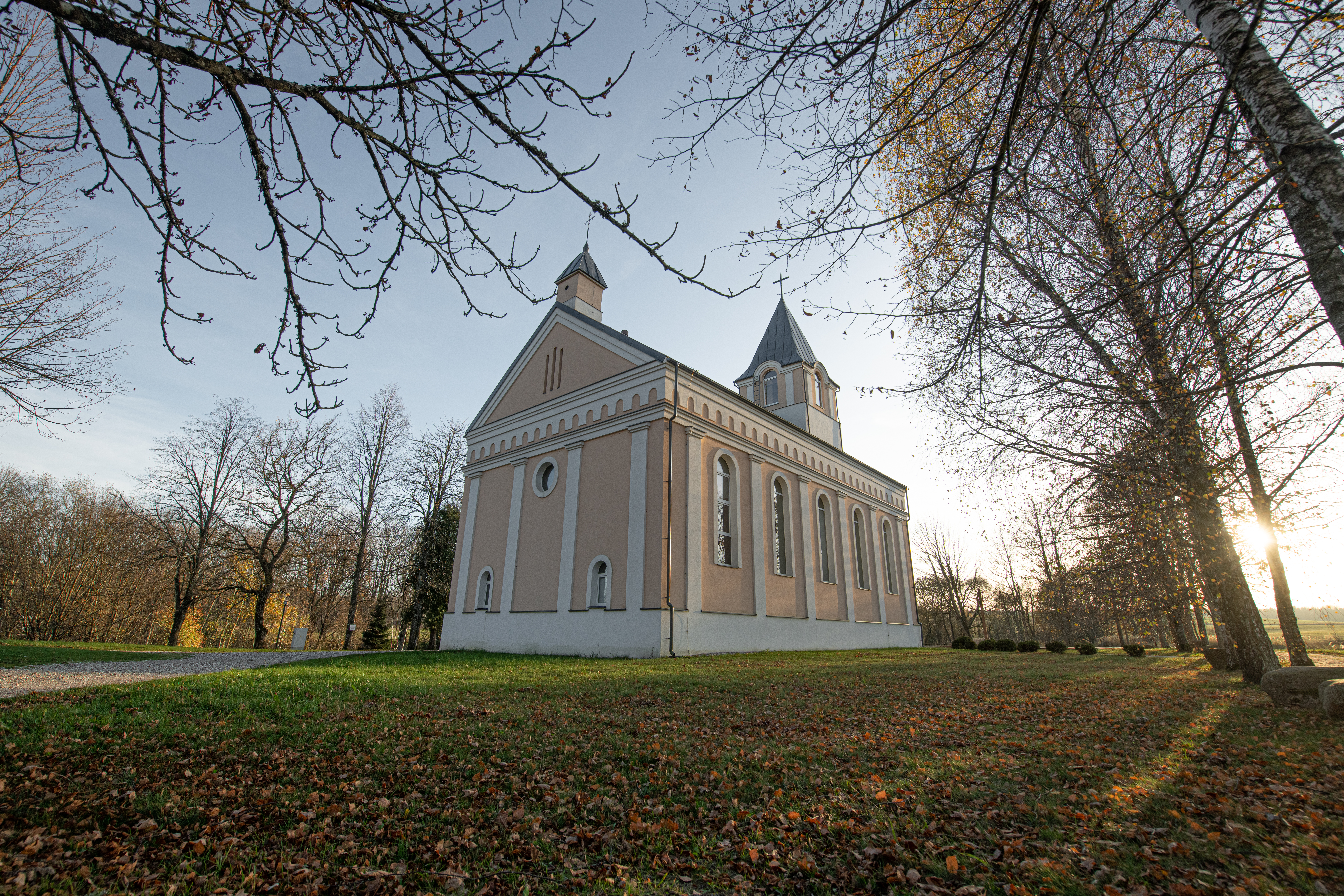
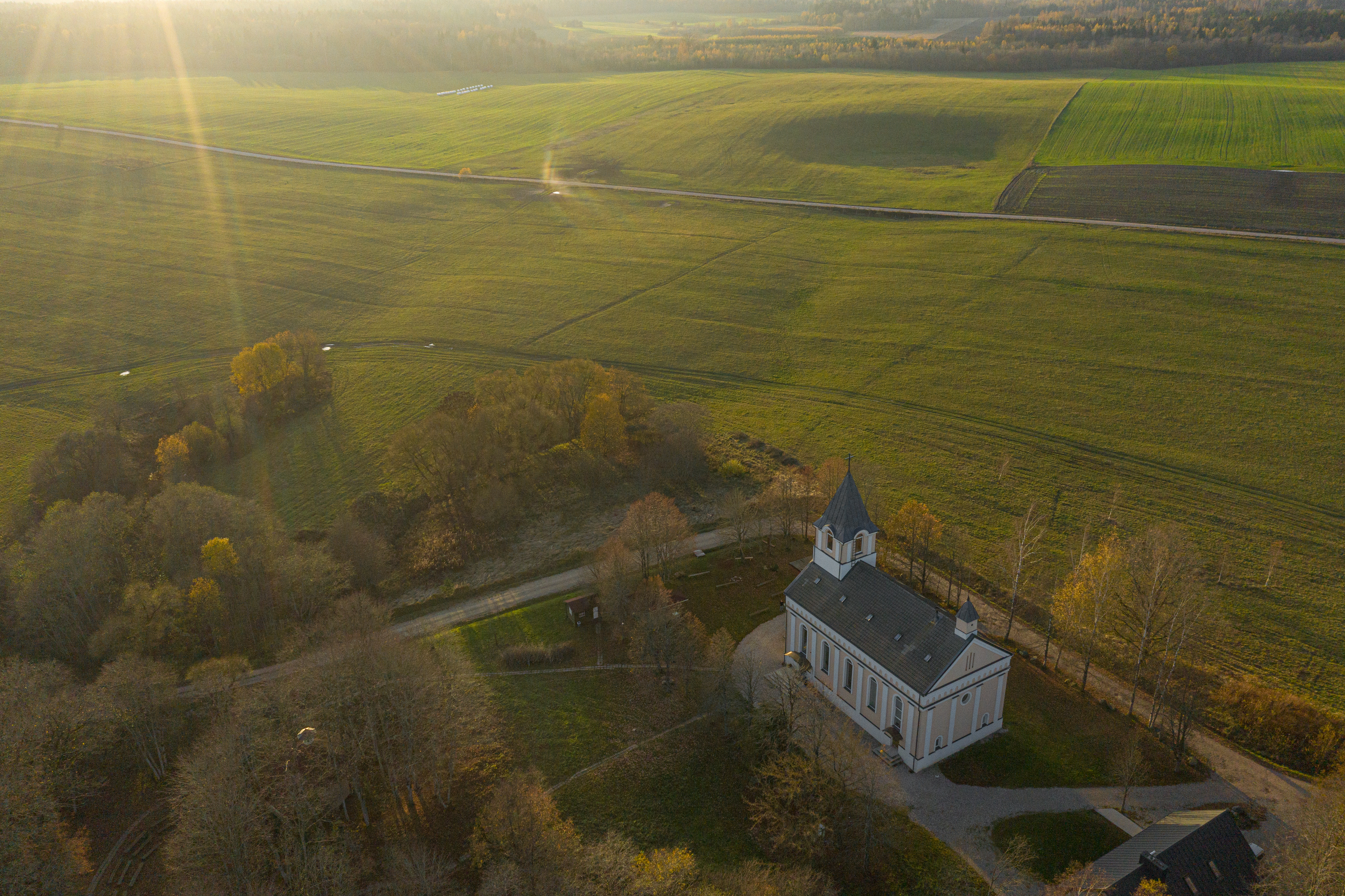